# Cybosia eborina
Cybosia eborina là một loài bướm đêm thuộc phân họ Arctiinae, họ Erebidae.